# Favola (film 2017)
Favola è un film del 2017 diretto da Sebastiano Mauri, scritto e interpretato da Filippo Timi. Il film, tratto dall'omonimo libro scritto nel 2013 da Timi, viene distribuito per la prima volta nei cinema il 25 giugno 2018 a opera di Nexo Digital, dopo essere stato presentato fuori concorso al 35° Torino Film Festival (novembre/dicembre 2017).

## Trama
La signora Fairytale e la sua amica signora Emerald sono due casalinghe negli Stati Uniti degli anni cinquanta. Le due donne si incontrano ogni giorno per condividere le loro esistenze tranquille e borghesi, ma la facciata di perfezione lentamente si sgretola, mostrando alcuni terribili segreti.

## Produzione
Il film è stato prodotto da Palomar e Rai Cinema ed è stato realizzato anche grazie al contributo di: MiBAC, Regione Lazio e Unicredit.

## Accoglienza

### Incassi
Il film fu inizialmente distribuito, a opera di Nexo Digital, nelle sale italiane dal 25 al 27 giugno 2018 ma visti i buoni incassi (128 135 euro in tre giorni) il periodo di permanenza nelle sale fu prolungato fino al 10 luglio.

### Critica
FilmTv.it ha dato al film una valutazione di 3 stelle e mezzo su 5 scrivendo: "La vita non è una favola, ben detto caro Stan, e allora la facciamo diventare una storia vera, ma a lieto fine. Sarà dura, ma ce la possiamo fare".

## Riconoscimenti
- 2018 - Premio Flaiano[8]
  - Miglior opera prima a Sebastiano Mauri
- 2018 - Festival Mix 2018
  - Premio More Love[9]
- 2019 - Ciak d'oro
  - Migliore scenografia a Dimitri Capuani[10]